# Holy Oath
Holy Oath è l'ottavo album del gruppo hardcore Green Arrows. Venne pubblicato nel 2022 dalla O.P.O.S. Records.
Dopo il concept album precedente, Holy Oath, torna ad essere un album classico con tracce si legate tra di loro stilistacamente e liricamente ma senza un concept granitico a legarle.
La produzione dell'LP è stata affidata alla O.P.O.S. Records.

## Tracce
1. It Will Fall – 3:25
2. Ignorance Is Strength – 2:13
3. Your Decay – 2:26
4. Surrogate – 3:04
5. Revolt – 3:02
6. Purity Lost – 1:39
7. Holy Oath – 2:14
8. I Will Never Fall – 3:23
9. Blackened – 2:37
10. Science Is Your New God – 3:41
11. The Call – 3:12
12. Eternity – 3:32

## Formazione
- Pav – voce
- Migue – chitarra, cori
- Ciachi – chitarra, cori
- Divi – basso, cori
- Dave – batteria, campioni

## Videoclip
- I Will Never Fall (Castaldini/U-Boot37 – 2022)